# Mercenaires biélorusses en Côte d'Ivoire
Les mercenaires biélorusses en Côte d'Ivoire sont un groupe d'anciens pilotes et techniciens des forces armées biélorusses qui auraient été envoyés en Côte d'Ivoire sous le patronage des autorités françaises et biélorusses pour aider l'armée gouvernementale de Laurent Gbagbo dans la guerre civile de 2002—2007. À cette époque, outre les citoyens biélorusses, se trouvaient aussi en Côte d'Ivoire des spécialistes de l'aviation de Russie, de la France, de l'Afrique du Sud et d'Ukraine.

## Histoire
Au début de la guerre, les rebelles s'emparent d'un aérodrome dans la ville de Bouaké. Il y a une grande base de l'armée de l'air ivoirienne, où se trouve une grande partie de l'équipement aérien du pays. À cet égard, les autorités ont été obligées d'acheter de l'aviation à l'étranger. Les principaux fournisseurs deviennent la Roumanie et la Biélorussie. Avec la technique, des spécialistes embauchés arrivent dans le pays.
Biélorusses engagés dans la reconversion des pilotes africains, qui ont déjà piloté le français Dassault Breguet / Dornier Alpha Jet, pour l'exploitation des avions d'attaque soviétiques Su-25[Quoi ?].
Les ivoiriens n'effectuent que trois sorties de combat avec leurs instructeurs étrangers. Au cours de la dernier, ils frappent accidentellement ou bombardent la base française de Bouaké. L'incident entraîne la prise de contrôle par les troupes françaises de l'aéroport de Yamoussoukro et les désordres de la milice «Jeunes patriotes» à Abidjan. Après cela, les biélorusses ont immédiatement quitté le pays. Des années plus tard, ils sont poursuivis pour le meurtre de militaires. L'un des mercenaires, Yuri Sushkin, est condamné par contumace à l’emprisonnement à perpétuité.
En novembre 2005, selon la chaîne CNN, 10 techniciens ukrainiens et bélarussiens se rendent en Côte d'Ivoire. Leur tâche consiste à restaurer et à réparer les avions et les hélicoptères endommagés pendant le conflit avec la France.

## Contingent
Selon le journal «Komsomolskaya Pravda», des mercenaires pourraient être recrutés par l'intermédiaire d'une entreprise à Minsk, qui organise le départ d'anciens militaires pour travailler à l'étranger. Quelques années plus tard, le même bureau s'occupera du départ des spécialistes militaires en Libye. Comme l'a rapporté la publication «Mediapart», les services secrets français ont mené une surveillance constante des mercenaires et ont observé la formation des forces gouvernementales.
Selon le chroniqueur de la branche russophone de RFI Sergey Dmitriev, l'ancien chef de la sécurité de l'Élysée Robert Montoya serait lié à des mercenaires. Sous le patronage de la France en Afrique, il s'est engagé dans le commerce des armes, le recrutement de combattants étrangers et d'autres activités clandestines. En particulier, lorsque les biélorusses ont fui la Côte d'Ivoire au Togo et y ont été arrêtés par les autorités locales, c'est lui qui a aidé à évacuer.
Selon l'analyste militaire et chroniqueur Alexander Alesin, les mercenaires étaient d'anciens spécialistes militaires de l'armée biélorusse qui ont quitté les forces armées lors des réductions de 1992—1996. Après avoir perdu leur emploi, ils ont été forcés de devenir des mercenaires. Les militaires à la retraite étaient nécessaires au gouvernement biélorusse pour les missions à l'étranger, en particulier dans les zones de guerre, afin de ne pas y envoyer de personnel militaire actif.
Les chiffres exacts sur la taille du groupe sont inconnus. Le contingent comprenait de 6 (selon RFI) à 8 (selon WikiLeaks) techniciens de l'aviation. Quatre autres étaient à Abidjan en maintenance An-12 avec un autre groupe de pilotes et de réparateurs russo-ukrainiens. Deux aviateurs, Yuri Sushkin et Boris Smakhin, ont été signalés. Le premier était auparavant à la tête d'une base aérienne à Pastavy et avait de l'expérience dans les combats en Afghanistan. Il n'y a pas d'informations sur la seconde.

## Aviation
| Année              | Numéro de bord | Modèle                                               | Fournisseur  | Remarques |              |              |
| Hélicoptères       | Hélicoptères   | Hélicoptères                                         | Hélicoptères | Hélicoptères | Hélicoptères | Hélicoptères |
| ------------------ | -------------- | ---------------------------------------------------- | ------------ | --- | ------------ | ------------ |
| 2002               | ?              | Mil Mi-24 (2 unités)                                 | Belarus      | initialement piloté par des mercenaires de la France et de l'Afrique du Sud, qui ont déjà combattu en Sierra Leone; le personnel technique a été constitué par les biélorusses et les ukrainiens |              |              |
| 2002-2003          | ?              | Mil Mi-24 (3 unités)                                 | Bulgarie     | initialement piloté par des mercenaires de la France et de l'Afrique du Sud, qui ont déjà combattu en Sierra Leone; le personnel technique a été constitué par les biélorusses et les ukrainiens |              |              |
| Avions d'assaut    |                |                                                      |              | |              |              |
| 2003               | «20»           | Soukhoï Su-25UB (formation et combat, à deux places) | Belarus      | Boris Smakhin avec le pilote ivoirien |              |              |
| 2003               | «21»           | Soukhoï Su-25UB (formation et combat, à deux places) | Belarus      | Yuri Sushkin avec le pilote ivoirien |              |              |
| 2004               | «02»           | Soukhoï Su-25 (combat, à une place)                  | Belarus      | non utilisé |              |              |
| 2004               | «03»           | Soukhoï Su-25 (combat, à une place)                  | Belarus      | non utilisé |              |              |
| Avion de transport |                |                                                      |              | |              |              |
| 2004               | ?              | Antonov An-12                                        | ?            | une équipe de 15 pilotes et techniciens, dont des ukrainiens, des russes, des biélorusses |              |              |